# Jason Maxiell
Jason Dior Maxiell (Chicago, 18. veljače 1983.) američki je profesionalni košarkaš. Igra na poziciji krilnog centra, a trenutačno je član NBA momčadi Detroit Pistonsa. Izabran je u 1. krugu (26. ukupno) NBA drafta 2005. od strane istoimene momčad.  

## Sveučilište
Maxiell je pohađao srednju školu "Newman Smith High School" u Carrolltonu, saveznoj državi Teksas. Tijekom svoje sveučilišne karijere na Cincinnatiju izabran je u All-Conference USA drugu petorku. BIo je prvi u konferenciju USA po blokadama (2.8), dok je u cijeloj državi bio na 18. mjestu. S 91 blokadom u jednoj sezoni postao je drugim najboljim blokerom u povijesti sveučilišta Cincinnati. Sveučilišnu karijeru završio je kao jedanaesti najbolji strijelac (1 566) i drugi najbolji bloker (252) sveučilišta. 

## NBA
Maxiell je izabran kao 26. izbor NBA drafta 2005. od strane Detroit Pistonsa. S Pistonsima je potpisao trogodišnji rookie ugovor. Doveden je kao nasljednik dvojice veterana – Rasheeda Wallacea i Antonija McDyessa. U sezoni 2007./08. u prosjeku je zabijao 7.9 poena uz 5.3 skoka i 1.2 blokade po utakmici. U listopadu 2008. pristao je na produženje ugovora s Pistonsima. Potpisao je četverogodišnji ugovor vrijedan 20 milijuna američkih dolara.

## NBA statistika

### Regularni dio
| Godina    | Klub    | Odig. uta. | Uta. poč. | Min. | 2P%  | 3P%  | Sl. bac.% | Skok. | Asist. | Ukr. lop. | Blok. | Poena |
| --------- | ------- | ---------- | --------- | ---- | ---- | ---- | --------- | ----- | ------ | --------- | ----- | ----- |
| 2005./06. | Detroit | 26         | 0         | 6.1  | .426 | .000 | .333      | 1.1   | .1     | .2        | .2    | 2.3   |
| 2006./07. | Detroit | 67         | 8         | 14.1 | .500 | .000 | .526      | 2.8   | .2     | .4        | .9    | 5.0   |
| 2007./08. | Detroit | 82         | 7         | 21.6 | .538 | .000 | .633      | 5.3   | .6     | .3        | 1.1   | 7.9   |
| 2008./09. | Detroit | 78         | 4         | 18.1 | .575 | .000 | .532      | 4.2   | .3     | .3        | .8    | 5.8   |
| Ukupno    |         | 253        | 19        | 16.9 | .534 | .000 | .562      | 3.8   | .3     | .3        | .8    | 5.9   |

### Doigravanje
| Godina    | Klub    | Odig. uta. | Uta. poč. | Min. | 2P%  | 3P%  | Sl. bac.% | Skok. | Asist. | Ukr. lop. | Blok. | Poena |
| --------- | ------- | ---------- | --------- | ---- | ---- | ---- | --------- | ----- | ------ | --------- | ----- | ----- |
| 2006./07. | Detroit | 14         | 0         | 10.4 | .667 | .000 | .522      | 2.4   | .1     | .3        | .6    | 4.0   |
| 2007./08. | Detroit | 17         | 6         | 21.8 | .625 | .000 | .469      | 4.0   | .9     | .9        | 1.3   | 5.6   |
| 2008./09. | Detroit | 4          | 0         | 16.0 | .500 | .000 | .556      | 3.3   | .5     | .2        | .2    | 3.8   |
| Ukupno    |         | 35         | 6         | 16.6 | .626 | .000 | .500      | 3.3   | .6     | .6        | .9    | 4.7   |

## Vanjske poveznice
- Profil na NBA.com
- Profil  Arhivirana inačica izvorne stranice od 22. travnja 2021. (Wayback Machine) na Basketball-Reference.com